# Aljechins kanon
Aljechins kanon er en opstilling i skak, navngivet efter den tidligere verdensmester i skak, Alexander Aljechin. Stillingen fik navn efter et parti som Aljechin vandt mod en anden fremtrædende stormester, Aron Nimzowitsch i San Remo 1930. Ideen består i at opstille de to tårne på samme linje og yderligere placere dronningen bag ved dem. Denne opstilling er det stærkest mulige batteri hvis man ikke har ekstra officerer opstået ved bondeforvandlinger, og giver et meget stort pres på modstanderens stilling med trussel om at trænge ind i denne, hvilket ofte vil være begyndelsen til et afgørende angreb. "Stampartiet" nedenfor blev afgjort med gevinst kun fire træk efter "kanonens" opstilling. 
Aljechins kanon optræder ikke så ofte i partier, fordi de involverede brikker normalt er i brug til dækning af trusler andre steder på brættet. Den heldige brug af kanonen vil normalt også kræve, at den ved sin opstilling truer virkelig betydningsfulde felter i modstanderens stilling. At forsøge at opstille den i andre tilfælde vil kun betyde tab af tempo, hvilket ofte er særdeles uheldigt og kan medføre tab af partiet.
Det første parti med Aljechins kanon forløb således: 
1.e4 e6 2.d4 d5 3.Sc3 Lb4 4.e5 c5 5.Ld2 Se7 6.Sb5 Lxd2+ 7.Dxd2 0–0 8.c3 b6 9.f4 La6 10.Sf3 Dd7 11.a4 Sbc6 12.b4 cxb4 13.cxb4 Lb7 14.Sd6 f5 15.a5 Sc8 16.Sxb7 Dxb7 17.a6 Df7 18.Lb5 S8e7 19.0–0 h6 20.Tfc1 Tfc8 21.Tc2 De8? 22.Tac1 Tab8 23.De3 Tc7 24.Tc3 Dd7 25.T1c2 Kf8 26.Dc1 
(Se diagrammet til højre. Dette er tidspunktet, hvor Aljechin har opstillet Aljechins kanon, og han fortsætter med at vinde partiet.)
...Tbc8 27.La4 b5 28.Lxb5 Ke8 29.La4 Kd8 30.h4! h5 31.Kh2 g6 32.g3 1-0
Seks år senere, i 1936, tabte William Winter til Aljechin i Nottingham, hvor denne atter benyttede denne opstilling til at sikre sig sejren. 

## Tilsvarende opstilling
Den originale Aljechin-kanon har som nævnt dronningen bag tårnene, hvor den er mest beskyttet og understøtter disses virkning maksimalt. Nogle vil tale om en Aljechin kanon også i de tilfælde, hvor dronningen er placeret mellem de to tårne, altså rækkefølgen T-D-T i stedet for T-T-D. Det er bemærkelsesværdigt, at et parti mellem Richard Reti og Rudolf Spielmann, spillet i Wien 1928, havde denne opstilling – og i øvrigt i forløb og slutstilling udviser en slående lighed med det ovenfor gengivne.

## Ekstern henvisninger
- Partiet Aljechin-Nimzowitch på www.chessgames.com
- Partiet Reti-Spielmann med den alternative "kanon"